# Cantù
Pour les articles homonymes, voir Cantu.
Cantù (prononcé : [kanˈtu]) est une ville italienne d'environ 37 000 habitants située dans la province de Côme, en Lombardie, dans l'Italie nord-occidentale.

## Sports
- Pallacanestro Cantù (basket-ball)
- Briantea84 Cantù (handibasket)

## Administration
| Période                                  | Période  | Identité     | Étiquette | Qualité |
| ---------------------------------------- | -------- | ------------ | --------- | ------- |
| 12 juin 2007                             | En cours | Tiziana Sala | CdL       |         |
| Les données manquantes sont à compléter. |          |              |           |         |

### Hameaux
Vighizzolo, Fecchio, Mirabello, Cascina Amata, Asnago

### Communes limitrophes
Alzate Brianza, Brenna, Capiago Intimiano, Carimate, Cermenate, Cucciago, Figino Serenza, Mariano Comense, Orsenigo, Senna Comasco, Vertemate con Minoprio

## Jumelage
- Villefranche-sur-Saône (France) depuis 2000